# Elsbeth Schragmüller
Elsbeth Schragmüller ps. Mademoiselle Docteur, Fräulein Doktor (ur. 7 sierpnia 1887 w Schlüsselburgu w północnej Westfalii, zm. 14 lutego 1940 w Monachium) – niemiecka agentka wywiadu, działająca w czasie I wojny światowej.

## Życiorys
Córka oficera armii niemieckiej Carla Antona Schragmüllera i siostra Johanna Konrada Schragmüllera (szefa policji w Magdeburgu), zamordowanego w czasie Nocy długich noży. W 1913 uzyskała stopień doktora na uniwersytecie we Fryburgu, jako jedna z pierwszych Niemek. Stąd też pochodził pseudonim, pod którym była znana w czasie swojej działalności szpiegowskiej.
W czasie I wojny światowej pracowała w placówce niemieckiego wywiadu w Brukseli. Jej umiejętności zwróciły uwagę przełożonych i po dodatkowym przeszkoleniu zorganizowała ośrodek niemieckiego wywiadu, działający w Antwerpii, skąd wysyłano agentów do krajów Europy Zachodniej. Przypisuje się jej wykorzystanie w pracy wywiadu po raz pierwszy tzw. szyfru książkowego. Pod koniec lat 20. wraz z rodziną przeniosła się do Monachium. Przez ostatnie lata żyła w nędzy. Zmarła na gruźlicę.
Wydalenie jej siostry z Wielkiej Brytanii w latach 30. wskazuje na to, że wywiad brytyjski znał personalia Fräulein Doktor, jeszcze zanim przejęto w 1945 dokumentację niemieckiego wywiadu. Fakt, że Fräulein Doktor nie została nigdy zdemaskowana czynił z jej życia inspirację dla wielu legend miejskich, ale także dla literatury popularnej i filmów. W 1929 książkę o jej dokonaniach napisał Hans Rudolph Berndorf. W 1936 Georg W. Pabst zrealizował film fabularny Mademoiselle Docteur (z Ditą Parlo w roli tytułowej), rok później Edmund T. Greville nakręcił film Under secret orders, w którym ponownie w rolę agentki wcieliła się Dita Parlo.